# Stiphodon julieni
Stiphodon julieni är en fiskart som beskrevs av Keith, Watson och Marquet 2002. Stiphodon julieni ingår i släktet Stiphodon och familjen smörbultsfiskar. IUCN kategoriserar arten globalt som starkt hotad. Inga underarter finns listade i Catalogue of Life.